# ロード・オブ・ザ・リングシリーズの受賞とノミネートの一覧
『ロード・オブ・ザ・リング』三部作は、ピーター・ジャクソン監督による叙事詩的ファンタジー・ドラマ映画である。三部作は『ロード・オブ・ザ・リング』（The Lord of the Rings: The Fellowship of the Ring）、『ロード・オブ・ザ・リング/二つの塔』（The Lord of the Rings: The Two Towers）、『ロード・オブ・ザ・リング/王の帰還』（The Lord of the Rings: The Return of the King）から成り、2001年12月から2003年にかけて世界で公開された。これらはJ・R・R・トールキンのファンタジー小説『指輪物語』を原作とし、ジャクソン、フラン・ウォルシュ、フィリッパ・ボウエンらが脚色した。物語は中つ国を舞台とし、ホビットのフロド・バギンズを含む旅の仲間が一つの指輪を壊し、冥王サウロンの滅ぼす冒険を描く。出演は、イライジャ・ウッド、イアン・マッケラン、ヴィゴ・モーテンセン、ショーン・アスティン、オーランド・ブルーム、リヴ・タイラー、ジョン・リス＝デイヴィス、ショーン・ビーン、ビリー・ボイド、ドミニク・モナハン、アンディ・サーキス、ケイト・ブランシェット、クリストファー・リー、ヒューゴ・ウィーヴィング、イアン・ホルム、ジョン・ノーブル、バーナード・ヒル、デビッド・ウェナム、ミランダ・オットー、カール・アーバン、ブラッド・ドゥーリフらである。
全3作は批評家から広く支持された。トロント映画批評家協会は三部作の功績に関してジャクソンに「特別表彰状」を与え、オースティン映画批評家協会は三部作合わせて2000年代のベスト映画で3位とした。三部作はアカデミー賞で30のノミネートを受け、内17が受賞に至った。特に『王の帰還』は『タイタニック』、『ベン・ハー』と並んで史上最多となる11受賞を果たした。また『王の帰還』はアカデミー作品賞を受賞した唯一のファンタジー映画である。
演技では全米映画俳優組合賞キャスト賞とナショナル・ボード・オブ・レビュー賞キャスト賞を受賞し、また、マッケラン（12ノミネート）、サーキス（10ノミネート）、オースティン（9ノミネート）、モーテンセン（5ノミネート）らが主に評価されている。作曲家のハワード・ショアは三部作すべての音楽を手がけ、アカデミー賞を2回、グラミー賞を3回受賞している。三部作はまた、編集、録音、視覚効果など様々な技術分野で賞賛を受けている。ウォルシュ、ボウエン、ジャクソンは脚本関連の賞に23回ノミネートされ、そのうちアカデミー脚本賞（『王の帰還』）を含む10回が受賞に至った。三部作合計で455回のノミネートを受け、内、249回が受賞に至っている。

## ロード・オブ・ザ・リング

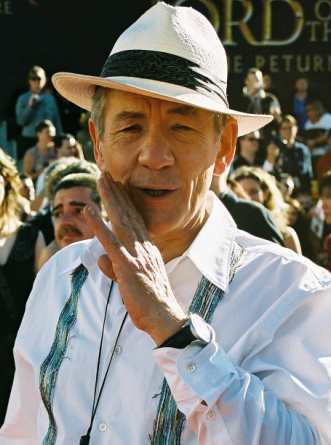
イアン・マッケランはガンダルフを演じたことにより、アカデミー助演男優賞を含む多数の賞にノミネートされた。

『ロード・オブ・ザ・リング』は2001年12月19日に公開された。製作費9300万ドルに対し、全世界興行収入は8億7153万324ドルに達した。本作ではイライジャ・ウッド、イアン・マッケラン、ヴィゴ・モーテンセン、ショーン・アスティン、オーランド・ブルーム、リヴ・タイラー、ジョン・リス＝デイヴィス、ショーン・ビーン、ビリー・ボイド、ドミニク・モナハン、ケイト・ブランシェット、クリストファー・リー、ヒューゴ・ウィーヴィング、イアン・ホルム、アンディ・サーキスが出演する。彼らは以後三部作全てに出演する。
Rotten Tomatoesでの支持率は92%となった。サウスイースタン映画批評家協会は2001年のベスト映画で2位とした。
アカデミー賞では13部門でノミネートされ、4部門で受賞を果たした。英国アカデミー賞では作品賞、監督賞、特殊視覚効果賞、オレンジ映画賞などを受賞した。他に、AFI賞、クリティクス・チョイス・アワード、エンパイア賞、ゴールデングローブ賞、MTVムービー・アワード、サテライト賞、サターン賞などで候補に挙がった。さらにシカゴ、フェニックスなど多数の批評家協会の賞を受賞した。『ロード・オブ・ザ・リング』は合計で152のノミネートを受け、そのうち71が受賞に至った。
| 主催                                             | 部門                                                         | 候補 | 結果       |
| ------------------------------------------------ | ------------------------------------------------------------ | --- | ---------- |
| アカデミー賞                                     | 美術賞                                                       | グラント・メジャー、ダン・ヘナ | ノミネート |
| アカデミー賞                                     | 衣装デザイン賞                                               | ナイラ・ディクソン、リチャード・テイラー | ノミネート |
| アカデミー賞                                     | 監督賞                                                       | ピーター・ジャクソン | ノミネート |
| アカデミー賞                                     | 助演男優賞                                                   | イアン・マッケラン | ノミネート |
| アカデミー賞                                     | 編集賞                                                       | ジョン・ギルバート | ノミネート |
| アカデミー賞                                     | 作品賞                                                       | ピーター・ジャクソン、バリー・オズボーン、フラン・ウォルシュ | ノミネート |
| アカデミー賞                                     | メイクアップ賞                                               | ピーター・オーウェン、リチャード・テイラー | 受賞       |
| アカデミー賞                                     | 作曲賞                                                       | ハワード・ショア | 受賞       |
| アカデミー賞                                     | 歌曲賞                                                       | エンヤ、ニッキー・ライアン、ロマ・ライアン 「メイ・イット・ビー」 | ノミネート |
| アカデミー賞                                     | 脚色賞                                                       | フラン・ウォルシュ、フィリッパ・ボウエン、ピーター・ジャクソン | ノミネート |
| アカデミー賞                                     | 録音賞                                                       | クリストファー・ボイズ、マイケル・セマニック、ゲティン・クレイ、ハモンド・ピーク | ノミネート |
| アカデミー賞                                     | 視覚効果賞                                                   | ジム・ライジール、ランダル・ウィリアム・クック、リチャード・テイラー、マーク・ステットソン | 受賞       |
| アカデミー賞                                     | 撮影賞                                                       | アンドリュー・レスニー | 受賞       |
| Amanda Awards                                    | 外国映画賞                                                   | ピーター・ジャクソン | ノミネート |
| アメリカ映画編集者協会賞                         | ドラマ映画編集賞                                             | ジョン・ギルバート | ノミネート |
| American Film Institute Awards                   | Composer of the Year                                         | ハワード・ショア | ノミネート |
| American Film Institute Awards                   | Digital Effects Artist of the Year                           | ジム・ライジール | 受賞       |
| American Film Institute Awards                   | Movie of the Year                                            | ピーター・ジャクソン、バリー・オズボーン、ティム・サンダース、フラン・ウォルシュ | 受賞       |
| American Film Institute Awards                   | Production Designer of the Year                              | グラント・メジャー | 受賞       |
| 全米撮影監督賞                                   | 劇場映画撮影賞                                               | アンドリュー・レスニー | ノミネート |
| 美術監督組合賞                                   | ファンタジー・ピリオド映画プロダクションデザイン賞           | ファンタジー・ピリオド映画プロダクションデザイン賞 | ノミネート |
| ASCAP映画テレビ音楽賞                            | Top Box Office Films                                         | ハワード・ショア | 受賞       |
| Australian Academy of Cinema and Television Arts | 外国映画賞                                                   | バリー・オズボーン、ピーター・ジャクソン、フラン・ウォルシュ、ティム・サンダース | 受賞       |
| Bodil Awards                                     | アメリカ映画賞                                               | ピーター・ジャクソン | 受賞       |
| ブラム・ストーカー賞                             | 脚本賞                                                       | フィリッパ・ボウエン、ピーター・ジャクソン、フラン・ウォルシュ （J・R・R・トールキンの小説原作） | ノミネート |
| 英国アカデミー賞                                 | 主演男優賞                                                   | イアン・マッケラン | ノミネート |
| 英国アカデミー賞                                 | 撮影賞                                                       | アンドリュー・レスニー | ノミネート |
| 英国アカデミー賞                                 | 衣裳デザイン賞                                               | ナイラ・ディクソン、リチャード・テイラー | ノミネート |
| 英国アカデミー賞                                 | 監督賞                                                       | ピーター・ジャクソン | 受賞       |
| 英国アカデミー賞                                 | 編集賞                                                       | ジョン・ギルバート | ノミネート |
| 英国アカデミー賞                                 | 作品賞                                                       | ピーター・ジャクソン、バリー・オズボーン、フラン・ウォルシュ、ティム・サンダース | 受賞       |
| 英国アカデミー賞                                 | 作曲賞                                                       | ハワード・ショア | ノミネート |
| 英国アカデミー賞                                 | メイクアップ&ヘア賞                                          | ピーター・キング、ピーター・オーウェン、リチャード・テイラー | 受賞       |
| 英国アカデミー賞                                 | プロダクションデザイン賞                                     | グラント・メジャー | ノミネート |
| 英国アカデミー賞                                 | 脚色賞                                                       | フィリッパ・ボウエン、ピーター・ジャクソン、フラン・ウォルシュ | ノミネート |
| 英国アカデミー賞                                 | 音響賞                                                       | クリストファー・ボイズ、ゲティン・クレイ、デヴィッド・ファーマー、マイク・ホプキンス、ハモンド・ピーク、マイケル・セマニック、イーサン・ヴァン・ダー・リン | ノミネート |
| 英国アカデミー賞                                 | 視覚効果賞                                                   | ランダル・ウィリアム・クック、アレックス・フンケ、ジム・ライジール、マーク・ステットソン、リチャード・テイラー | 受賞       |
| 英国アカデミー賞                                 | オレンジ映画賞                                               | オレンジ映画賞 | 受賞       |
| British Society of Cinematographers              | 撮影賞                                                       | アンドリュー・レスニー | ノミネート |
| クリティクス・チョイス・アワード                 | 作曲賞                                                       | ハワード・ショア | 受賞       |
| クリティクス・チョイス・アワード                 | 監督賞                                                       | ピーター・ジャクソン | ノミネート |
| クリティクス・チョイス・アワード                 | 作品賞                                                       | 作品賞 | ノミネート |
| クリティクス・チョイス・アワード                 | 歌曲賞                                                       | エンヤ、「メイ・イット・ビー」 ポール・マッカートニー、"Vanilla Sky" と同時 | 受賞       |
| シカゴ映画批評家協会賞                           | 撮影賞                                                       | アンドリュー・レスニー | 受賞       |
| シカゴ映画批評家協会賞                           | 監督賞                                                       | ピーター・ジャクソン | ノミネート |
| シカゴ映画批評家協会賞                           | 作品賞                                                       | 作品賞 | ノミネート |
| シカゴ映画批評家協会賞                           | 作曲賞                                                       | ハワード・ショア | 受賞       |
| Chlotrudis Awards                                | 脚色賞                                                       | フラン・ウォルシュ、フィリッパ・ボウエ、ピーター・ジャクソン | 受賞       |
| Cinema Audio Society                             | 映画音響賞                                                   | クリストファー・ボイズ、ゲティン・クレイ、ハモンド・ピーク、マイケル・セマニック | 受賞       |
| ダラス・フォートワース映画批評家協会賞           | 撮影賞                                                       | アンドリュー・レスニー | 受賞       |
| 全米監督協会賞                                   | 映画監督賞                                                   | ピーター・ジャクソン | ノミネート |
| エンパイア賞                                     | 男優賞                                                       | ヴィゴ・モーテンセン | ノミネート |
| エンパイア賞                                     | 男優賞                                                       | イライジャ・ウッド | 受賞       |
| エンパイア賞                                     | 英国男優賞                                                   | ショーン・ビーン | ノミネート |
| エンパイア賞                                     | 英国男優賞                                                   | イアン・マッケラン | ノミネート |
| エンパイア賞                                     | 新人賞                                                       | オーランド・ブルーム | 受賞       |
| エンパイア賞                                     | 新人賞                                                       | ビリー・ボイド | ノミネート |
| エンパイア賞                                     | 新人賞                                                       | ドミニク・モナハン | ノミネート |
| エンパイア賞                                     | 監督賞                                                       | ピーター・ジャクソン | ノミネート |
| エンパイア賞                                     | 作品賞                                                       | 作品賞 | 受賞       |
| フロリダ映画批評家協会賞                         | 監督賞                                                       | ピーター・ジャクソン | 受賞       |
| フロリダ映画批評家協会賞                         | 助演女優賞                                                   | ケイト・ブランシェット | ノミネート |
| ゴールデングローブ賞                             | 監督賞                                                       | ピーター・ジャクソン | ノミネート |
| ゴールデングローブ賞                             | 作品賞 (ドラマ部門)                                          | 作品賞 (ドラマ部門) | ノミネート |
| ゴールデングローブ賞                             | 作曲賞                                                       | ハワード・ショア | ノミネート |
| ゴールデングローブ賞                             | 主題歌賞                                                     | エンヤ 「メイ・イット・ビー」 | ノミネート |
| グラミー賞                                       | 映画・テレビサウンドトラック部門                             | ジョン・カーランダー、ハワード・ショア | 受賞       |
| グラミー賞                                       | Best Song - Motion Picture, Television or Other Visual Media | エンヤ、ニッキー・ライアン、ロマ・ライアン 「メイ・イット・ビー」 | ノミネート |
| ヒューゴー賞                                     | 映像部門                                                     | 映像部門 | 受賞       |
| Kansas City Film Critics                         | 監督賞                                                       | ピーター・ジャクソン | 受賞       |
| Kansas City Film Critics                         | 作品賞                                                       | 作品賞 | 受賞       |
| ラスベガス映画批評家協会賞                       | 撮影賞                                                       | アンドリュー・レスニー | 受賞       |
| ラスベガス映画批評家協会賞                       | 衣裳デザイン賞                                               | ナイラ・ディクソン、リチャード・テイラー | 受賞       |
| ラスベガス映画批評家協会賞                       | 監督賞                                                       | ピーター・ジャクソン | 受賞       |
| ラスベガス映画批評家協会賞                       | 編集賞                                                       | ジョン・ギルバート | ノミネート |
| ラスベガス映画批評家協会賞                       | 作品賞                                                       | 作品賞 | ノミネート |
| ラスベガス映画批評家協会賞                       | 音楽賞                                                       | ハワード・ショア | 受賞       |
| ラスベガス映画批評家協会賞                       | 脚本賞                                                       | フラン・ウォルシュ、フィリッパ・ボウエン、ピーター・ジャクソン | ノミネート |
| ラスベガス映画批評家協会賞                       | 歌曲賞                                                       | エンヤ 「メイ・イット・ビー」 | 受賞       |
| ラスベガス映画批評家協会賞                       | 助演男優賞                                                   | イアン・ホルム | ノミネート |
| ラスベガス映画批評家協会賞                       | 視覚効果賞                                                   | リチャード・テイラー | 受賞       |
| ローカス賞                                       | 脚本賞                                                       | フラン・ウォルシュ、フィリッパ・ボウエン、ピーター・ジャクソン | 受賞       |
| ロサンゼルス映画批評家協会賞                     | 音楽賞                                                       | ハワード・ショア | 受賞       |
| Motion Picture Sound Editors                     | 外国映画音響編集賞                                           | マイク・ホプキンス、イーサン・ヴァン・ダー・リン、デヴィッド・ファーマー、ブレント・バージ、ジョン・マッケイ、ティモシー・ニールセン、クレイグ・トムリンソン、デイヴ・ホワイトヘッド、ジェイソン・カノーバス、レイ・ビーンジェス、クリス・トッド                                                                     | ノミネート |
| Motion Picture Sound Editors                     | 長編映画音楽音響編集賞                                       | スザナ・ペリック、ナンシー・アレン、マイケル・プライス、アンドリュー・ダッドマン | 受賞       |
| MTVムービー・アワード                            | アクションシーン賞                                           | "The Cave Tomb Battle" | ノミネート |
| MTVムービー・アワード                            | ブレイクスルー演技賞                                         | オーランド・ブルーム | 受賞       |
| MTVムービー・アワード                            | 格闘賞                                                       | クリストファー・リー vs. イアン・マッケラン | ノミネート |
| MTVムービー・アワード                            | 作品賞                                                       | 作品賞 | 受賞       |
| MTVムービー・アワード                            | 男性演技賞                                                   | イライジャ・ウッド | ノミネート |
| MTVムービー・アワード                            | 悪役賞                                                       | クリストファー・リー | ノミネート |
| ナショナル・ボード・オブ・レビュー               | プロダクションデザイン賞                                     | グラント・メジャー | 受賞       |
| ナショナル・ボード・オブ・レビュー               | 助演女優賞                                                   | ケイト・ブランシェット | 受賞       |
| ナショナル・ボード・オブ・レビュー               | 特別映画製作賞                                               | ピーター・ジャクソン | 受賞       |
| 全米映画批評家協会賞                             | 監督賞                                                       | ピーター・ジャクソン | ノミネート |
| 全米映画批評家協会賞                             | 作品賞                                                       | 作品賞 | ノミネート |
| ネビュラ賞                                       | 作品賞                                                       | フラン・ウォルシュ、フィリッパ・ボウエン、ピーター・ジャクソン | 受賞       |
| オンライン映画批評家協会賞                       | 脚色賞                                                       | フィリッパ・ボウエン、ピーター・ジャクソン、フラン・ウォルシュ | ノミネート |
| オンライン映画批評家協会賞                       | 撮影賞                                                       | アンドリュー・レスニー | ノミネート |
| オンライン映画批評家協会賞                       | キャスト賞                                                   | キャスト賞 | ノミネート |
| オンライン映画批評家協会賞                       | 監督賞                                                       | ピーター・ジャクソン | ノミネート |
| オンライン映画批評家協会賞                       | 作曲賞                                                       | ハワード・ショア | ノミネート |
| オンライン映画批評家協会賞                       | 作品賞                                                       | 作品賞 | ノミネート |
| オンライン映画批評家協会賞                       | 助演男優賞                                                   | イアン・マッケラン | ノミネート |
| People's Choice Awards                           | ドラマ映画賞 『スパイダーマン』と同時                        | ドラマ映画賞 『スパイダーマン』と同時 | 受賞       |
| People's Choice Awards                           | 映画賞                                                       | 映画賞 | 受賞       |
| フェニックス映画批評家協会賞                     | 脚色賞                                                       | 脚色賞 | 受賞       |
| フェニックス映画批評家協会賞                     | 撮影賞                                                       | 撮影賞 | 受賞       |
| フェニックス映画批評家協会賞                     | 衣装デザイン賞                                               | 衣装デザイン賞 | 受賞       |
| フェニックス映画批評家協会賞                     | 監督賞                                                       | ピーター・ジャクソン | 受賞       |
| フェニックス映画批評家協会賞                     | アンサンブル演技賞                                           | アンサンブル演技賞 | 受賞       |
| フェニックス映画批評家協会賞                     | 作品賞                                                       | 作品賞 | 受賞       |
| フェニックス映画批評家協会賞                     | 編集賞                                                       | 編集賞 | ノミネート |
| フェニックス映画批評家協会賞                     | メイクアップ賞                                               | メイクアップ賞 | ノミネート |
| フェニックス映画批評家協会賞                     | 作曲賞                                                       | 作曲賞 | 受賞       |
| フェニックス映画批評家協会賞                     | 歌曲賞                                                       | 「メイ・イット・ビー」 | 受賞       |
| フェニックス映画批評家協会賞                     | プロダクションデザイン賞                                     | プロダクションデザイン賞 | 受賞       |
| フェニックス映画批評家協会賞                     | 視覚効果賞                                                   | 視覚効果賞 | 受賞       |
| Producers Guild of America                       | 映画プロデューサー賞                                         | バリー・オズボーン、ピーター・ジャクソン、フラン・ウォルシュ | ノミネート |
| Robert Awards                                    | アメリカ映画賞                                               | ピーター・ジャクソン | 受賞       |
| サテライト賞                                     | Best Art Director & Production Design                        | グラント・メジャー、ダン・ヘナ | ノミネート |
| サテライト賞                                     | 撮影賞                                                       | アンドリュー・レスニー | ノミネート |
| サテライト賞                                     | 衣裳デザイン賞                                               | ナイラ・ディクソン、リチャード・テイラー | ノミネート |
| サテライト賞                                     | 編集賞                                                       | ジョン・ギルバート | 受賞       |
| サテライト賞                                     | アニメ・ミックスメディア映画賞                               | アニメ・ミックスメディア映画賞 | 受賞       |
| サテライト賞                                     | 脚色賞                                                       | フラン・ウォルシュ、フィリッパ・ボウエン、ピーター・ジャクソン | ノミネート |
| サテライト賞                                     | 音響賞                                                       | ゲティン・クレイ、クリストファー・ボイズ、マイケル・セマニック、ハモンド・ピーク | 受賞       |
| サテライト賞                                     | ドラマ映画助演男優賞                                         | イアン・マッケラン | ノミネート |
| サテライト賞                                     | 視覚効果賞                                                   | ジム・ライジール、リチャード・テイラー、アレックス・フンケ、ランダル・ウィリアム・クック | 受賞       |
| サターン賞                                       | 衣装デザイン賞                                               | ナイラ・ディクソン、リチャード・テイラー | ノミネート |
| サターン賞                                       | 監督賞                                                       | ピーター・ジャクソン | 受賞       |
| サターン賞                                       | 新人男優賞                                                   | オーランド・ブルーム | ノミネート |
| サターン賞                                       | ファンタジー映画賞                                           | ファンタジー映画賞 | 受賞       |
| サターン賞                                       | メイクアップ賞                                               | ピーター・オーウェン、リチャード・テイラー | ノミネート |
| サターン賞                                       | 音楽賞                                                       | ハワード・ショア | ノミネート |
| サターン賞                                       | 特殊効果賞                                                   | ジム・ライジール、ランダル・ウィリアム・クック、リチャード・テイラー、マーク・ステットソン | ノミネート |
| サターン賞                                       | 助演男優賞                                                   | イアン・マッケラン | 受賞       |
| サターン賞                                       | 脚本賞                                                       | フラン・ウォルシュ、フィリッパ・ボウエン、ピーター・ジャクソン | ノミネート |
| 全米映画俳優組合賞                               | 助演男優賞                                                   | イアン・マッケラン | 受賞       |
| 全米映画俳優組合賞                               | キャスト賞                                                   | ショーン・アスティン、ショーン・ビーン、ケイト・ブランシェット、オーランド・ブルーム、ビリー・ボイド、イアン・ホルム、クリストファー・リー、イアン・マッケラン、ドミニク・モナハン、ヴィゴ・モーテンセン、ジョン・リス＝デイヴィス、アンディ・サーキス、リヴ・タイラー、ヒューゴ・ウィーヴィング、イライジャ・ウッド | ノミネート |
| Seattle Film Critics                             | 脚色賞                                                       | ピーター・ジャクソン、フラン・ウォルシュ、フィリッパ・ボウエン、スティーヴン・シンクレア | ノミネート |
| Seattle Film Critics                             | 監督賞                                                       | ピーター・ジャクソン | ノミネート |
| Seattle Film Critics                             | 作品賞                                                       | 作品賞 | ノミネート |
| サウスイースタン映画批評家協会賞                 | 監督賞                                                       | ピーター・ジャクソン | 受賞       |
| サウスイースタン映画批評家協会賞                 | 脚色賞                                                       | フラン・ウォルシュ、フィリッパ・ボウエン、ピーター・ジャクソン | 受賞       |
| トロント映画批評家協会賞                         | 監督賞                                                       | ピーター・ジャクソン | ノミネート |
| トロント映画批評家協会賞                         | 助演男優賞                                                   | イアン・マッケラン | ノミネート |
| USCスクリプター賞                                | USCスクリプター賞                                            | フラン・ウォルシュ、フィリッパ・ボウエン、ピーター・ジャクソン | ノミネート |
| World Soundtrack Awards                          | 作曲者賞                                                     | ハワード・ショア | ノミネート |
| World Soundtrack Awards                          | オリジナルサウンドトラック賞（オーケストラ部門）             | ハワード・ショア | 受賞       |
| World Soundtrack Awards                          | パブリック・チョイス賞                                       | ハワード・ショア | 受賞       |
| 全米脚本家組合賞                                 | 脚色賞                                                       | フィリッパ・ボウエン、ピーター・ジャクソン、フラン・ウォルシュ | ノミネート |
| ヤング・アーティスト賞                           | ファミリー映画賞（ドラマ部門）                               | ファミリー映画賞（ドラマ部門） | ノミネート |

## ロード・オブ・ザ・リング/二つの塔

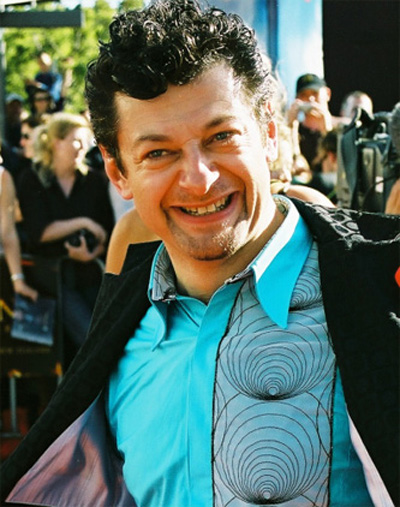
アンディ・サーキスはゴラムを演じ、サターン助演男優賞などを受賞した。

『ロード・オブ・ザ・リング/二つの塔』は2002年12月18日に公開された。製作費9400万ドルに対し、世界興行収入は9億2604万7111ドルに達した。今回より新たにバーナード・ヒル、ミランダ・オットー、カール・アーバン、デビッド・ウェナム、ブラッド・ドゥーリフが加わった。
Rotten Tomatoesでの支持率は96%となった。ダラス・フォートワース映画批評家協会は2002年のベスト映画で本作を3位、セントラルオハイオ映画批評家協会は5位、サウスイースタン映画批評家協会は8位とした。
アカデミー賞では6部門でノミネートされ、2部門で受賞を果たした。第56回英国アカデミー賞では10部門でノミネートされ、3部門で受賞を果たした。他に、AFI賞、クリティクス・チョイス・アワード、エンパイア賞、ゴールデングローブ賞、MTVムービー・アワード、サテライト賞、サターン賞などで候補に挙がった。さらにシカゴ、フェニックス、シアトルなど多数の批評家協会の賞を受賞した。『ロード・オブ・ザ・リング/二つの塔』は合計で129のノミネートを受け、そのうち62が受賞に至った。
| 主催                                                        | 部門                                                        | 候補 | 結果       |
| ----------------------------------------------------------- | ----------------------------------------------------------- | --- | ---------- |
| アカデミー賞                                                | 美術賞                                                      | グラント・メイジャー、ダン・ヘナ、アラン・リー | ノミネート |
| アカデミー賞                                                | 編集賞                                                      | マイケル・ホートン | ノミネート |
| アカデミー賞                                                | 作品賞                                                      | バリー・オズボーン、フラン・ウォルシュ、ピーター・ジャクソン | ノミネート |
| アカデミー賞                                                | 録音賞                                                      | クリストファー・ボイズ、マイケル・セマニック、マイケル・ヘッジス、ハモンド・ピーク | ノミネート |
| アカデミー賞                                                | 音響編集賞                                                  | イーサン・ヴァン・ダー・リン、マイク・ホプキンス | 受賞       |
| アカデミー賞                                                | 視覚効果賞                                                  | ジム・ライジール、ジョー・レッテリ、ランダル・ウィリアム・クック、アレックス・フンケ | 受賞       |
| Amanda Awards                                               | 外国映画賞                                                  | ピーター・ジャクソン | ノミネート |
| アメリカ映画編集者協会賞                                    | ドラマ映画編集賞                                            | マイケル・ホートン | ノミネート |
| American Film Institute Awards                              | AFI Movies of the Year - Official Selections                | AFI Movies of the Year - Official Selections | 受賞       |
| ASCAP映画テレビ音楽賞                                       | Top Box Office Films                                        | ハワード・ショア | 受賞       |
| 美術監督組合賞                                              | ファンタジー・ピリオド映画プロダクションデザイン賞          | グラント・メジャー、ダン・ヘナ、ジョー・ブレイクリー、ロブ・オッターサイド、フィル・アイヴィー、マーク・ロビンス、ジュール・クック、ロス・マクガーヴァ、ジャッキー・アレン | 受賞       |
| Australian Academy of Cinema and Television Arts            | 外国映画賞                                                  | ピーター・ジャクソン、バリー・オズボーン、フラン・ウォルシュ | 受賞       |
| 英国アカデミー賞                                            | 撮影賞                                                      | アンドリュー・レスニー | ノミネート |
| 英国アカデミー賞                                            | 衣裳デザイン賞                                              | ナイラ・ディクソン、リチャード・テイラー | 受賞       |
| 英国アカデミー賞                                            | 監督賞                                                      | ピーター・ジャクソン | ノミネート |
| 英国アカデミー賞                                            | 編集賞                                                      | マイケル・ホートン | ノミネート |
| 英国アカデミー賞                                            | 作品賞                                                      | ピーター・ジャクソン、バリー・オズボーン、フラン・ウォルシュ | ノミネート |
| 英国アカデミー賞                                            | メイクアップ&ヘア賞                                         | ピーター・キング、ピーター・オーウェン、リチャード・テイラー | ノミネート |
| 英国アカデミー賞                                            | プロダクションデザイン賞                                    | グラント・メジャー | ノミネート |
| 英国アカデミー賞                                            | 音響賞                                                      | クリストファー・ボイズ、デヴィッド・ファーマー、マイケル・ヘッジス、マイケル・ホプキンス、ハモンド・ピーク、マイケル・セマニック、イーサン・ヴァン・ダー・リン | ノミネート |
| 英国アカデミー賞                                            | 視覚効果賞                                                  | ランダル・ウィリアム・クック、アレックス・フンケ、ジョー・レッテリ、ジム・ライジール | 受賞       |
| 英国アカデミー賞                                            | オレンジ映画賞                                              | オレンジ映画賞 | 受賞       |
| British Society of Cinematographers                         | 撮影賞                                                      | アンドリュー・レスニー | ノミネート |
| クリティクス・チョイス・アワード                            | 作曲賞                                                      | ハワード・ショア | 受賞       |
| クリティクス・チョイス・アワード                            | デジタル演技賞                                              | アンディ・サーキス（ゴラム） | 受賞       |
| クリティクス・チョイス・アワード                            | 作品賞                                                      | 作品賞 | ノミネート |
| セントラルオハイオ映画批評家協会賞                          | 撮影賞                                                      | アンドリュー・レスニー | 受賞       |
| シカゴ映画批評家協会賞                                      | 撮影賞                                                      | アンドリュー・レスニー | ノミネート |
| シカゴ映画批評家協会賞                                      | 監督賞                                                      | ピーター・ジャクソン | ノミネート |
| シカゴ映画批評家協会賞                                      | 作品賞                                                      | 作品賞 | ノミネート |
| シカゴ映画批評家協会賞                                      | 作曲賞                                                      | ハワード・ショア | ノミネート |
| Chlotrudis Awards                                           | 脚色賞                                                      | フラン・ウォルシュ、フィリッパ・ボウエン、スティーヴン・シンクレア、ピーター・ジャクソン | 受賞       |
| Cinema Audio Society                                        | 映画音響賞                                                  | クリストファー・ボイズ、マイケル・セマニック、マイケル・ヘッジス、ハモンド・ピーク | ノミネート |
| Costume Designers Guild                                     | ファンタジー・ピリオド映画衣裳デザイン賞                    | ナイラ・ディクソン | ノミネート |
| ダラス・フォートワース映画批評家協会賞                      | 監督賞                                                      | ピーター・ジャクソン | 受賞       |
| 全米監督協会賞                                              | 映画監督賞                                                  | ピーター・ジャクソン | ノミネート |
| エンパイア賞                                                | 男優賞                                                      | ヴィゴ・モーテンセン | ノミネート |
| エンパイア賞                                                | 英国男優賞                                                  | アンディ・サーキス | ノミネート |
| エンパイア賞                                                | 英国男優賞                                                  | イアン・マッケラン | ノミネート |
| エンパイア賞                                                | 女優賞                                                      | ミランダ・オットー | ノミネート |
| エンパイア賞                                                | 監督賞                                                      | ピーター・ジャクソン | ノミネート |
| エンパイア賞                                                | ソニー・エリクソン・シーン賞                                | "Gollum's debate" | ノミネート |
| エンパイア賞                                                | 作品賞                                                      | 作品賞 | 受賞       |
| ゴールデングローブ賞                                        | 監督賞                                                      | ピーター・ジャクソン | ノミネート |
| ゴールデングローブ賞                                        | 作品賞 (ドラマ部門)                                         | 作品賞 (ドラマ部門) | ノミネート |
| Golden Trailer Awards                                       | アクション賞                                                | "The Ant Farm" | 受賞       |
| グラミー賞                                                  | 映画・テレビサウンドトラック部門                            | ピーター・コビン、ジョン・カーランダー、ハワード・ショア | 受賞       |
| ハリウッド・メイクアップアーティスト&ヘアスタイリスト組合賞 | 映画キャラクター・ヘアスタイル賞                            | ピーター・キング、ピーター・オーウェン | 受賞       |
| ハリウッド・メイクアップアーティスト&ヘアスタイリスト組合賞 | 映画キャラクター・メイクアップ賞                            | ピーター・キング、ピーター・オーウェン | 受賞       |
| ハリウッド・メイクアップアーティスト&ヘアスタイリスト組合賞 | 映画特殊メイク効果賞                                        | ジーノ・アセヴェド、ジェイソン・ドゥカティ、リチャード・テイラー | 受賞       |
| ヒューゴー賞                                                | 長編映像部門                                                | 長編映像部門 | 受賞       |
| Kansas City Film Critics                                    | 監督賞                                                      | ピーター・ジャクソン | 受賞       |
| ラスベガス映画批評家協会賞                                  | 衣裳デザイン賞                                              | ナイラ・ディクソン、リチャード・テイラー | 受賞       |
| ラスベガス映画批評家協会賞                                  | 監督賞                                                      | ピーター・ジャクソン | 受賞       |
| ラスベガス映画批評家協会賞                                  | 編集賞                                                      | マイケル・ホートン、ジャベス・オルセン | 受賞       |
| ラスベガス映画批評家協会賞                                  | 視覚効果賞                                                  | ジム・ライジール、ジョー・レッテリ、ランダル・ウィリアム・クック、アレックス・フンケ | 受賞       |
| ローカス賞                                                  | 脚色賞                                                      | フラン・ウォルシュ、フィリッパ・ボウエン、ピーター・ジャクソン | 受賞       |
| ロンドン映画批評家協会賞                                    | 監督賞                                                      | ピーター・ジャクソン | ノミネート |
| Motion Picture Sound Editors                                | 外国映画音響編集賞                                          | マイク・ホプキンス、アンドリュー・ダッドマン、スティーヴ・プライス、マーク・ウィルシャー、マルコム・ファイフ、ナイジェル・スコット、ジョナサン・シュルツ、レベッカ・ガトレル、ラファエル・モウテード | ノミネート |
| Motion Picture Sound Editors                                | 長編映画音楽音響編集賞                                      | マイク・ホプキンス、イーサン・ヴァン・ダー・リン、デヴィッド・ファーマー、ブレント・バージ、デイヴ・ホワイトヘッド、ジョン・マッケイ、カーステン・メイト・コモグリオ、クレイグ・トムリンソン、ヘイデン・コロウ、ジェイソン・カノーバス、レイ・ビーンジェス、ポリー・マッキノン、ナイジェル・ストーン、マーク・フランケン                                           | ノミネート |
| MTVムービー・アワード                                       | アクション・シーン賞                                        | "The Battle for Helm's Deep" | 受賞       |
| MTVムービー・アワード                                       | バーチャル演技賞                                            | ゴラム | 受賞       |
| MTVムービー・アワード                                       | 作品賞                                                      | 作品賞 | 受賞       |
| MTVムービー・アワード                                       | 男性演技賞                                                  | ヴィゴ・モーテンセン | ノミネート |
| MTVムービー・アワード                                       | スクリーン・デュオ賞                                        | イライジャ・ウッド、ショーン・アスティン、ゴラム | 受賞       |
| ネビュラ賞                                                  | 脚本賞                                                      | フラン・ウォルシュ、フィリッパ・ボウエン、スティーヴン・シンクレア、ピーター・ジャクソン | 受賞       |
| オンライン映画批評家協会賞                                  | 脚色賞                                                      | フィリッパ・ボウエン、ピーター・ジャクソン、フラン・ウォルシュ | ノミネート |
| オンライン映画批評家協会賞                                  | 美術監督賞                                                  | 美術監督賞 | ノミネート |
| オンライン映画批評家協会賞                                  | キャスト賞                                                  | キャスト賞 | 受賞       |
| オンライン映画批評家協会賞                                  | 撮影賞                                                      | アンドリュー・レスニー | ノミネート |
| オンライン映画批評家協会賞                                  | 衣裳デザイン賞                                              | 衣裳デザイン賞 | ノミネート |
| オンライン映画批評家協会賞                                  | 監督賞                                                      | ピーター・ジャクソン | 受賞       |
| オンライン映画批評家協会賞                                  | 編集賞                                                      | マイケル・ホートン、ジャベス・オルセン | 受賞       |
| オンライン映画批評家協会賞                                  | 作曲賞                                                      | ハワード・ショア | ノミネート |
| オンライン映画批評家協会賞                                  | 作品賞                                                      | 作品賞 | 受賞       |
| オンライン映画批評家協会賞                                  | 音響賞                                                      | 音響賞 | 受賞       |
| オンライン映画批評家協会賞                                  | 助演男優賞                                                  | アンディ・サーキス | ノミネート |
| オンライン映画批評家協会賞                                  | 視覚効果賞                                                  | 視覚効果賞 | 受賞       |
| People's Choice Awards                                      | ドラマ映画賞                                                | ドラマ映画賞 | 受賞       |
| フェニックス映画批評家協会賞                                | 脚色賞                                                      | 脚色賞 | 受賞       |
| フェニックス映画批評家協会賞                                | 撮影賞                                                      | 撮影賞 | 受賞       |
| フェニックス映画批評家協会賞                                | 衣裳デザイン賞                                              | 衣裳デザイン賞 | ノミネート |
| フェニックス映画批評家協会賞                                | 監督賞                                                      | 監督賞 | ノミネート |
| フェニックス映画批評家協会賞                                | 編集賞                                                      | 編集賞 | ノミネート |
| フェニックス映画批評家協会賞                                | アンサンブル演技賞                                          | アンサンブル演技賞 | 受賞       |
| フェニックス映画批評家協会賞                                | 作品賞                                                      | 作品賞 | 受賞       |
| フェニックス映画批評家協会賞                                | メイクアップ賞                                              | メイクアップ賞 | 受賞       |
| フェニックス映画批評家協会賞                                | 作曲賞                                                      | 作曲賞 | ノミネート |
| フェニックス映画批評家協会賞                                | 歌曲賞                                                      | "Gollum's Song" | 受賞       |
| フェニックス映画批評家協会賞                                | プロダクションデザイン賞                                    | プロダクションデザイン賞 | 受賞       |
| フェニックス映画批評家協会賞                                | 視覚効果賞                                                  | 視覚効果賞 | 受賞       |
| Producers Guild of America                                  | 映画プロデューサー賞                                        | ピーター・ジャクソン、バリー・オズボーン、フラン・ウォルシュ | ノミネート |
| サテライト賞                                                | ドラマ映画助演男優賞                                        | ヴィゴ・モーテンセン | ノミネート |
| サテライト賞                                                | 撮影賞                                                      | アンドリュー・レスニー | ノミネート |
| サテライト賞                                                | 監督賞                                                      | ピーター・ジャクソン | ノミネート |
| サテライト賞                                                | 編集賞                                                      | マイケル・ホートン | ノミネート |
| サテライト賞                                                | ドラマ映画賞                                                | ドラマ映画賞 | ノミネート |
| サテライト賞                                                | 脚色賞                                                      | フィリッパ・ボウエン、ピーター・ジャクソン、スティーヴン・シンクレア、フラン・ウォルシュ | ノミネート |
| サテライト賞                                                | 音響賞                                                      | クリストファー・ボイズ、マイケル・ヘッジス、ハモンド・ピーク、マイケル・セマニック | ノミネート |
| サテライト賞                                                | 視覚効果賞                                                  | ランダル・クック、アレックス・フンケ、ジョー・レッテリ、ジム・ライジール | 受賞       |
| サテライト賞                                                | DVD賞                                                       | （スペシャル・エクステンデッド・エディション） | 受賞       |
| サテライト賞                                                | DVD特典賞                                                   | （スペシャル・エクステンデッド・エディション） | ノミネート |
| サターン賞                                                  | 主演男優賞                                                  | ヴィゴ・モーテンセン | ノミネート |
| サターン賞                                                  | 衣裳賞                                                      | ナイラ・ディクソン、リチャード・テイラー | 受賞       |
| サターン賞                                                  | 監督賞                                                      | ピーター・ジャクソン | ノミネート |
| サターン賞                                                  | ファンタジー映画賞                                          | ファンタジー映画賞 | 受賞       |
| サターン賞                                                  | メイクアップ賞                                              | ピーター・オーウェン、ピーター・キング | 受賞       |
| サターン賞                                                  | 音楽賞                                                      | ハワード・ショア | ノミネート |
| サターン賞                                                  | 特殊効果賞                                                  | ジム・ライジール、ジョー・レッテリ、ランダル・ウィリアム・クック、アレックス・フンケ | ノミネート |
| サターン賞                                                  | 助演男優賞                                                  | アンディ・サーキス | 受賞       |
| サターン賞                                                  | 脚本賞                                                      | フラン・ウォルシュ、フィリッパ・ボウエン、スティーヴン・シンクレア、ピーター・ジャクソン | ノミネート |
| サターン賞                                                  | 若手男優賞                                                  | イライジャ・ウッド | ノミネート |
| 全米映画俳優組合賞                                          | キャスト賞                                                  | ショーン・アスティン、ケイト・ブランシェット、オーランド・ブルーム、ビリー・ボイド、ブラッド・ドゥーリフ、バーナード・ヒル、クリストファー・リー、イアン・マッケラン、ドミニク・モナハン、ヴィゴ・モーテンセン、ミランダ・オットー、ジョン・リス＝デイヴィス、アンディ・サーキス、リヴ・タイラー、ヒューゴ・ウィーヴィング、デビッド・ウェナム、イライジャ・ウッド | ノミネート |
| Seattle Film Critics                                        | 脚色賞                                                      | フラン・ウォルシュ、フィリッパ・ボウエン、ピーター・ジャクソン | ノミネート |
| Seattle Film Critics                                        | 監督賞                                                      | ピーター・ジャクソン | ノミネート |
| Seattle Film Critics                                        | 編集賞                                                      | マイケル・ホートン | ノミネート |
| Seattle Film Critics                                        | 作品賞                                                      | 作品賞 | ノミネート |
| USCスクリプター賞                                           | USCスクリプター賞                                           | フラン・ウォルシュ、フィリッパ・ボウエン、スティーヴン・シンクレア、ピーター・ジャクソン | ノミネート |
| 視覚効果協会賞                                              | Best Visual Effects in an Effects Driven Motion Picture     | ジム・ライジール、ジョー・レッテリ、ランダル・ウィリアム・クック、アレックス・フンケ | 受賞       |
| 視覚効果協会賞                                              | Best Character Animation in a Live Action Motion Picture    | リチャード・バネハム、エリック・セインドン、ケン・マックガー、ベイ・レイット | 受賞       |
| 視覚効果協会賞                                              | Best Special Effects in a Motion Picture                    | スティーヴ・イングラム、ブレア・フォード、リッチ・コルドベス、スコット・ハーレン | 受賞       |
| 視覚効果協会賞                                              | Best Matte Painting in a Motion Picture                     | Yanick Dusseault、マックス・デニソン、ロジャー・クペリアン、マチュー・レイノート | ノミネート |
| 視覚効果協会賞                                              | Best Models and Miniatures in a Motion Picture              | リチャード・テイラー、ポール・ヴァン・オマン、マット・エイトケン | 受賞       |
| 視覚効果協会賞                                              | Best Visual Effects Photography in a Motion Picture         | アレックス・フンケ、ブライアン・ヴァント・ハル、リチャード・ブルック | 受賞       |
| 視覚効果協会賞                                              | Best Effects Art Direction in a Motion Picture              | アラン・リー、ジェレミー・ベネット、クリスチャン・リバーズ、ジーノ・アセヴェド | 受賞       |
| 視覚効果協会賞                                              | Best Compositing in a Motion Picture                        | マーク・ルイス、GGハイトマン・デマーズ、アレックス・レムケ、アルフレッド・マール | 受賞       |
| 視覚効果協会賞                                              | 視覚効果映画男優演技賞                                      | アンディ・サーキス、イライジャ・ウッド、ショーン・アスティン | 受賞       |
| World Soundtrack Awards                                     | Best Original Song Written for a Film (for "Gollum's Song") | ハワード・ショア （作曲） エミリアナ・トリーニ （歌唱） フラン・ウォルシュ, ジャネット・ロディック、デヴィッド・ドナルドソン、スティーヴ・ロシュ、デヴィッド・ロング （作詞） | ノミネート |
| ヤング・アーティスト賞                                      | ファミリー映画賞（ドラマ部門）                              | ファミリー映画賞（ドラマ部門） | 受賞       |

## ロード・オブ・ザ・リング/王の帰還

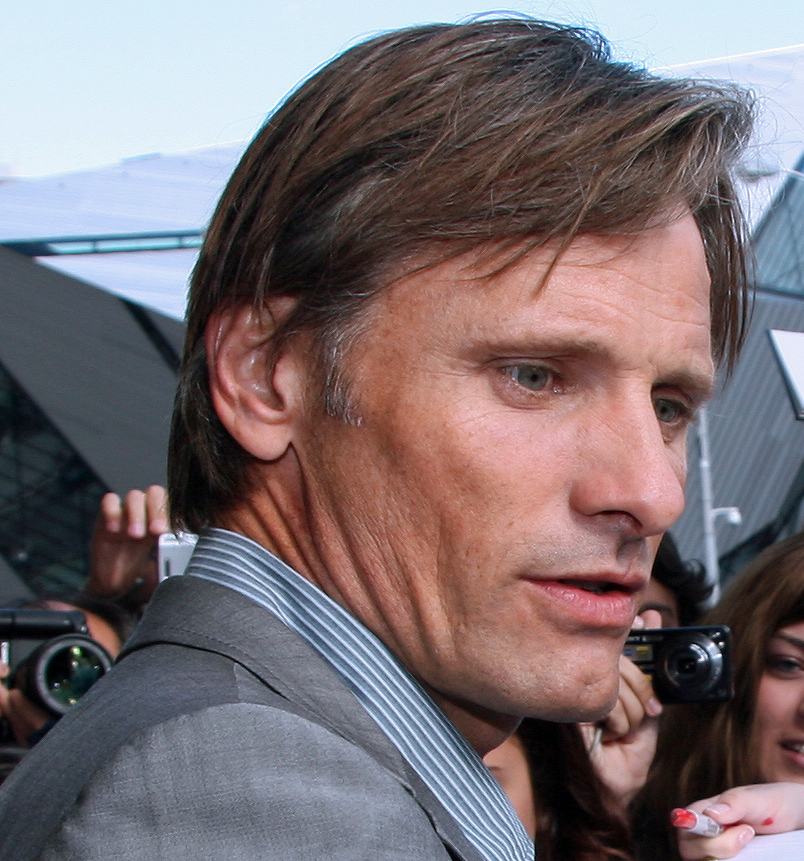
ヴィゴ・モーテンセンはアラゴルンを演じ、多数の賞にノミネートされた。

『ロード・オブ・ザ・リング/王の帰還』は2003年12月17日に公開された。製作費9400万ドルに対し、世界興行収入は11億1992万9521ドルに達した。主要キャストは前2作の俳優たちの他、新たにゴンドールの執政デネソールを演じるジョン・ノーブルが加わった（同キャラクターは『二つの塔』のエクステンデッド版では登場済みであった）。
Rotten Tomatoesでの支持率は94%となった。サウスイースタン映画批評家協会はトップ10映画で1位とし、またセントラルオハイオ映画批評家協会は2位とした。
アカデミー賞では『タイタニック』と『ベン・ハー』と並んで史上最多となる11部門での受賞を果たした。またファンタジー映画としては史上唯一、アカデミー作品賞を受賞した作品となった。他に、英国アカデミー賞を5部門、エンパイア賞を3部門、ゴールデングローブ賞を4部門、サテライト賞を1部門、サターン賞を8部門受賞した。合計で174のノミネートを受け、そのうち174が受賞に至った。
| 主催                                                        | 部門                                                                      | 候補 | 結果       |
| ----------------------------------------------------------- | ------------------------------------------------------------------------- | --- | ---------- |
| アカデミー賞                                                | 美術賞                                                                    | ダン・ヘナ、アラン・リー、グラント・メジャー | 受賞       |
| アカデミー賞                                                | 衣裳デザイン賞                                                            | ナイラ・ディクソン、リチャード・テイラー | 受賞       |
| アカデミー賞                                                | 監督賞                                                                    | ピーター・ジャクソン | 受賞       |
| アカデミー賞                                                | 編集賞                                                                    | ジェイミー・セルカーク | 受賞       |
| アカデミー賞                                                | 作品賞                                                                    | ピーター・ジャクソン、バリー・オズボーン、フラン・ウォルシュ | 受賞       |
| アカデミー賞                                                | メイクアップ賞                                                            | ピーター・キング and リチャード・テイラー | 受賞       |
| アカデミー賞                                                | 作曲賞                                                                    | ハワード・ショア | 受賞       |
| アカデミー賞                                                | 歌曲賞                                                                    | フラン・ウォルシュ、ハワード・ショア、アニー・レノックス （「イントゥー・ザ・ウエスト」） | 受賞       |
| アカデミー賞                                                | 脚色賞                                                                    | フィリッパ・ボウエン、フラン・ウォルシュ、ピーター・ジャクソン | 受賞       |
| アカデミー賞                                                | 録音賞                                                                    | クリストファー・ボイズ、マイケル・セマニック、マイケル・ヘッジス、ハモンド・ピーク | 受賞       |
| アカデミー賞                                                | 視覚効果賞                                                                | ジム・ライジール、ジョー・レッテリ、ランダル・ウィリアム・クック、アレックス・フンケ | 受賞       |
| Amanda Awards                                               | 外国映画賞                                                                | ピーター・ジャクソン | 受賞       |
| アメリカ映画編集者協会賞                                    | ドラマ映画編集賞                                                          | ジェイミー・セルカーク | 受賞       |
| American Film Institute Awards                              | AFI Movies of the Year - Official Selections                              | AFI Movies of the Year - Official Selections | 受賞       |
| 全米撮影監督協会賞                                          | 劇場映画撮影賞                                                            | アンドリュー・レスニー | ノミネート |
| 美術監督組合賞                                              | ファンタジー・ピリオド映画プロダクションデザイン賞                        | ジャッキー・アレン、ジョー・ブレイクリー、サイモン・ブライト、ジュール・クック、ダン・ヘナ、フィリップ・アイヴィー、グラント・メイジャー、ロス・マクガーヴァ | 受賞       |
| ASCAP映画テレビ音楽賞                                       | Top Box Office Films                                                      | ハワード・ショア | 受賞       |
| Australian Academy of Cinema and Television Arts            | 外国映画賞                                                                | ピーター・ジャクソン、バリー・オズボーン、フラン・ウォルシュ | 受賞       |
| Bodil Awards                                                | アメリカ映画賞                                                            | ピーター・ジャクソン | ノミネート |
| 英国アカデミー賞                                            | 撮影賞                                                                    | アンドリュー・レスニー | 受賞       |
| 英国アカデミー賞                                            | 衣裳デザイン賞                                                            | ナイラ・ディクソン、リチャード・テイラー | ノミネート |
| 英国アカデミー賞                                            | 監督賞                                                                    | ピーター・ジャクソン | ノミネート |
| 英国アカデミー賞                                            | 編集賞                                                                    | ジェイミー・セルカーク | ノミネート |
| 英国アカデミー賞                                            | 作品賞                                                                    | バリー・オズボーン、フラン・ウォルシュ、ピーター・ジャクソン | 受賞       |
| 英国アカデミー賞                                            | 作曲賞                                                                    | ハワード・ショア | ノミネート |
| 英国アカデミー賞                                            | メイクアップ&ヘア賞                                                       | リチャード・テイラー、ピーター・キング、ピーター・オーウェン | ノミネート |
| 英国アカデミー賞                                            | プロダクションデザイン賞                                                  | グラント・メジャー | ノミネート |
| 英国アカデミー賞                                            | 脚色賞                                                                    | フラン・ウォルシュ、フィリッパ・ボウエン、ピーター・ジャクソン | 受賞       |
| 英国アカデミー賞                                            | 音響賞                                                                    | イーサン・ヴァン・ダー・リン、マイケル・ホプキンス、デヴィッド・ファーマー、クリストファー・ボイズ、マイケル・ヘッジス、マイケル・セマニック、ハモンド・ピーク | ノミネート |
| 英国アカデミー賞                                            | 視覚効果賞                                                                | ジョー・レッテリ、ジム・ライジール、ランダル・ウィリアム・クック、アレックス・フンケ | 受賞       |
| 英国アカデミー賞                                            | オレンジ映画賞                                                            | オレンジ映画賞 | 受賞       |
| British Society of Cinematographers                         | 撮影賞                                                                    | アンドリュー・レスニー | ノミネート |
| クリティクス・チョイス・アワード                            | アンサンブル演技賞                                                        | アンサンブル演技賞 | 受賞       |
| クリティクス・チョイス・アワード                            | 作曲賞                                                                    | ハワード・ショア | 受賞       |
| クリティクス・チョイス・アワード                            | 監督賞                                                                    | ピーター・ジャクソン | 受賞       |
| クリティクス・チョイス・アワード                            | 作品賞                                                                    | 作品賞 | 受賞       |
| セントラルオハイオ映画批評家協会賞                          | 監督賞                                                                    | ピーター・ジャクソン | 受賞       |
| シカゴ映画批評家協会賞                                      | 助演男優賞                                                                | ショーン・アスティン | ノミネート |
| シカゴ映画批評家協会賞                                      | 助演男優賞                                                                | アンディ・サーキス | ノミネート |
| シカゴ映画批評家協会賞                                      | 撮影賞                                                                    | アンドリュー・レスニー | ノミネート |
| シカゴ映画批評家協会賞                                      | 監督賞                                                                    | ピーター・ジャクソン | 受賞       |
| シカゴ映画批評家協会賞                                      | 作品賞                                                                    | 作品賞 | 受賞       |
| シカゴ映画批評家協会賞                                      | 作曲賞                                                                    | ハワード・ショア | 受賞       |
| シカゴ映画批評家協会賞                                      | 脚本賞                                                                    | フィリッパ・ボウエン、ピーター・ジャクソン、フラン・ウォルシュ | ノミネート |
| Cinema Audio Society                                        | 映画音響賞                                                                | クリストファー・ボイズ、マイケル・セマニック、マイケル・ヘッジス、ハモンド・ピーク | ノミネート |
| Costume Designers Guild                                     | ファンタジー・ピリオド映画衣裳デザイン賞                                  | ナイラ・ディクソン | 受賞       |
| ダラス・フォートワース映画批評家協会賞                      | 撮影賞                                                                    | アンドリュー・レスニー | 受賞       |
| ダラス・フォートワース映画批評家協会賞                      | 監督賞                                                                    | ピーター・ジャクソン | 受賞       |
| ダラス・フォートワース映画批評家協会賞                      | 作品賞                                                                    | 作品賞 | 受賞       |
| 全米監督協会賞                                              | 映画監督賞                                                                | ピーター・ジャクソン | 受賞       |
| Directors Guild of Great Britain                            | 国際映画監督賞                                                            | ピーター・ジャクソン | 受賞       |
| Empire Awards                                               | 男優賞                                                                    | ヴィゴ・モーテンセン | ノミネート |
| Empire Awards                                               | 男優賞                                                                    | ショーン・アスティン | ノミネート |
| Empire Awards                                               | 英国男優賞                                                                | アンディ・サーキス | 受賞       |
| Empire Awards                                               | 英国男優賞                                                                | イアン・マッケラン | ノミネート |
| Empire Awards                                               | 英国男優賞                                                                | オーランド・ブルーム | ノミネート |
| Empire Awards                                               | 監督賞                                                                    | ピーター・ジャクソン | ノミネート |
| Empire Awards                                               | ソニー・エリクソン・シーン賞                                              | "Ride Of The Rohirrim" | 受賞       |
| Empire Awards                                               | 作品賞                                                                    | 作品賞 | 受賞       |
| Film Critics Circle of Australia                            | 英語外国映画賞                                                            | 英語外国映画賞 | ノミネート |
| フロリダ映画批評家協会賞                                    | 撮影賞                                                                    | アンドリュー・レスニー | 受賞       |
| フロリダ映画批評家協会賞                                    | 監督賞                                                                    | ピーター・ジャクソン | 受賞       |
| フロリダ映画批評家協会賞                                    | 作品賞                                                                    | 作品賞 | 受賞       |
| ゴールデングローブ賞                                        | 監督賞                                                                    | ピーター・ジャクソン | 受賞       |
| ゴールデングローブ賞                                        | 作品賞 (ドラマ部門)                                                       | 作品賞 (ドラマ部門) | 受賞       |
| ゴールデングローブ賞                                        | 作曲賞                                                                    | ハワード・ショア | 受賞       |
| ゴールデングローブ賞                                        | 主題歌賞                                                                  | アニー・レノックス、ハワード・ショア、フラン・ウォルシュ （「イントゥー・ザ・ウエスト」） | 受賞       |
| Golden Trailer Awards                                       | ドラマ賞                                                                  | "The Ant Farm" | 受賞       |
| グラミー賞                                                  | 映画・テレビサウンドトラック部門                                          | ジョン・カーランダー、ハワード・ショア | 受賞       |
| グラミー賞                                                  | 映画・テレビ歌曲賞                                                        | アニー・レノックス、ハワード・ショア、フラン・ウォルシュ （「イントゥー・ザ・ウエスト」） | 受賞       |
| ハリウッド・メイクアップアーティスト&ヘアスタイリスト組合賞 | 映画キャラクター・ヘアスタイル賞                                          | ピーター・キング、ピーター・オーウェン | 受賞       |
| ハリウッド・メイクアップアーティスト&ヘアスタイリスト組合賞 | Best Special Makeup Effects - Feature Best Song                           | リチャード・テイラー、ジーノ・アセヴェド、ジェイソン・ドゥカティ | 受賞       |
| ハリウッド・メイクアップアーティスト&ヘアスタイリスト組合賞 | Best Character Hair Styling - Feature                                     | ピーター・オーウェン、ピーター・キング | ノミネート |
| ヒューゴー賞                                                | 長編映像部門                                                              | 長編映像部門 | 受賞       |
| Iowa Film Critics Awards                                    | 監督賞                                                                    | ピーター・ジャクソン | 受賞       |
| Irish Film and Television Awards                            | 国際映画賞                                                                | ピーター・ジャクソン | 受賞       |
| Kansas City Film Critics                                    | 監督賞                                                                    | ピーター・ジャクソン | 受賞       |
| Kansas City Film Critics                                    | 作品賞                                                                    | 作品賞 | 受賞       |
| ラスベガス映画批評家協会賞                                  | 美術監督賞                                                                | 美術監督賞 | 受賞       |
| ラスベガス映画批評家協会賞                                  | 撮影賞                                                                    | アンドリュー・レスニー | 受賞       |
| ラスベガス映画批評家協会賞                                  | 衣裳デザイン賞                                                            | ナイラ・ディクソン、リチャード・テイラー | 受賞       |
| ラスベガス映画批評家協会賞                                  | 監督賞                                                                    | ピーター・ジャクソン | 受賞       |
| ラスベガス映画批評家協会賞                                  | 作品賞                                                                    | 作品賞 | 受賞       |
| ラスベガス映画批評家協会賞                                  | 音楽賞                                                                    | ハワード・ショア | 受賞       |
| ラスベガス映画批評家協会賞                                  | 助演男優賞                                                                | ショーン・アスティン | 受賞       |
| ラスベガス映画批評家協会賞                                  | 視覚効果賞                                                                | 視覚効果賞 | 受賞       |
| ローカス賞                                                  | 脚本賞                                                                    | フラン・ウォルシュ、フィリッパ・ボウエン、ピーター・ジャクソン | 受賞       |
| ロンドン映画批評家協会賞                                    | 監督賞                                                                    | ピーター・ジャクソン | ノミネート |
| ロンドン映画批評家協会賞                                    | 作品賞                                                                    | 作品賞 | ノミネート |
| ロサンゼルス映画批評家協会賞                                | 監督賞                                                                    | ピーター・ジャクソン | 受賞       |
| ロサンゼルス映画批評家協会賞                                | プロダクションデザイン賞                                                  | グラント・メジャー | 受賞       |
| Motion Picture Sound Editors                                | 外国映画音響編集賞                                                        | マイク・ホプキンス、イーサン・ヴァン・ダー・リン、デヴィッド・ファーマー、ブレント・バージ、デイヴ・ホワイトヘッド、ヘイデン・コロウ、クレイグ・トムリンソン、ボー・ボーダーズ、ティモシー・ニールセン、アディソン・ティーグ、ケイティ・ウッド、ピーター・ミルズ、ジェイソン・カノーバス、マーク・フランケン、レイ・ビーンジェス、ニック・ブレスリン、ポリー・マッキノン、クリス・ワード                                                 | ノミネート |
| Motion Picture Sound Editors                                | 長編映画音楽音響編集賞                                                    | ジョナサン・シュルツ、アンドリュー・ダッドマン、スティーヴ・プライス、マイケル・プライス、マルコム・ファイフ、ナイジェル・スコット、レベッカ・ガトレル | ノミネート |
| MTVムービー・アワード                                       | 作品賞                                                                    | 作品賞 | 受賞       |
| ナショナル・ボード・オブ・レビュー                          | キャスト賞                                                                | イライジャ・ウッド、ショーン・アスティン、リヴ・タイラー、ビリー・ボイド、アンディ・サーキス、バーナード・ヒル | 受賞       |
| 全米映画批評家協会賞                                        | 監督賞                                                                    | ピーター・ジャクソン | ノミネート |
| ネビュラ賞                                                  | 脚本賞                                                                    | フラン・ウォルシュ、フィリッパ・ボウエン、ピーター・ジャクソン | 受賞       |
| ニューヨーク映画批評家協会賞                                | 作品賞                                                                    | 作品賞 | 受賞       |
| オンライン映画批評家協会賞                                  | 脚色賞                                                                    | フィリッパ・ボウエン、ピーター・ジャクソン、フラン・ウォルシュ | 受賞       |
| オンライン映画批評家協会賞                                  | 美術監督賞                                                                | 美術監督賞 | 受賞       |
| オンライン映画批評家協会賞                                  | 撮影賞                                                                    | アンドリュー・レスニー | 受賞       |
| オンライン映画批評家協会賞                                  | 衣裳デザイン賞                                                            | 衣裳デザイン賞 | 受賞       |
| オンライン映画批評家協会賞                                  | 監督賞                                                                    | ピーター・ジャクソン | 受賞       |
| オンライン映画批評家協会賞                                  | 作曲賞                                                                    | ハワード・ショア | 受賞       |
| オンライン映画批評家協会賞                                  | 作品賞                                                                    | 作品賞 | 受賞       |
| オンライン映画批評家協会賞                                  | 音響賞                                                                    | 音響賞 | 受賞       |
| オンライン映画批評家協会賞                                  | 助演男優賞                                                                | ショーン・アスティン | ノミネート |
| オンライン映画批評家協会賞                                  | 助演男優賞                                                                | アンディ・サーキス | ノミネート |
| オンライン映画批評家協会賞                                  | 視覚効果賞                                                                | 視覚効果賞 | 受賞       |
| フェニックス映画批評家協会賞                                | 脚色賞                                                                    | 脚色賞 | 受賞       |
| フェニックス映画批評家協会賞                                | 撮影賞                                                                    | 撮影賞 | 受賞       |
| フェニックス映画批評家協会賞                                | 衣裳デザイン賞                                                            | 衣裳デザイン賞 | ノミネート |
| フェニックス映画批評家協会賞                                | 監督賞                                                                    | 監督賞 | 受賞       |
| フェニックス映画批評家協会賞                                | アンサンブル演技賞                                                        | アンサンブル演技賞 | ノミネート |
| フェニックス映画批評家協会賞                                | 作品賞                                                                    | 作品賞 | 受賞       |
| フェニックス映画批評家協会賞                                | 編集賞                                                                    | 編集賞 | 受賞       |
| フェニックス映画批評家協会賞                                | メイクアップ賞                                                            | メイクアップ賞 | 受賞       |
| フェニックス映画批評家協会賞                                | 作曲賞                                                                    | 作曲賞 | 受賞       |
| フェニックス映画批評家協会賞                                | 歌曲賞                                                                    | 「イントゥー・ザ・ウエスト」 | ノミネート |
| フェニックス映画批評家協会賞                                | プロダクションデザイン賞                                                  | プロダクションデザイン賞 | 受賞       |
| フェニックス映画批評家協会賞                                | 助演男優賞                                                                | ショーン・アスティン | ノミネート |
| フェニックス映画批評家協会賞                                | 視覚効果賞                                                                | 視覚効果賞 | 受賞       |
| Producers Guild of America                                  | 映画プロデューサー賞                                                      | ピーター・ジャクソン、バリー・オズボーン、フラン・ウォルシュ | 受賞       |
| サンディエゴ映画批評家協会賞                                | 監督賞                                                                    | ピーター・ジャクソン | 受賞       |
| サンディエゴ映画批評家協会賞                                | プロダクションデザイン賞                                                  | グラント・メジャー | 受賞       |
| サンフランシスコ映画批評家協会賞                            | 監督賞                                                                    | ピーター・ジャクソン | 受賞       |
| Seattle Film Critics                                        | 助演男優賞                                                                | ショーン・アスティン | 受賞       |
| Seattle Film Critics                                        | 脚色賞                                                                    | フラン・ウォルシュ、フィリッパ・ボウエン、ピーター・ジャクソン | ノミネート |
| Seattle Film Critics                                        | 撮影賞                                                                    | アンドリュー・レスニー | 受賞       |
| Seattle Film Critics                                        | 監督賞                                                                    | ピーター・ジャクソン | ノミネート |
| Seattle Film Critics                                        | 作品賞                                                                    | 作品賞 | ノミネート |
| サテライト賞                                                | 美術監督・プロダクションデザイン賞                                        | グラント・メジャー、ダン・ヘナ、アラン・リー | 受賞       |
| サテライト賞                                                | 撮影賞                                                                    | アンドリュー・レスニー | ノミネート |
| サテライト賞                                                | 衣裳デザイン賞                                                            | ナイラ・ディクソン、リチャード・テイラー | ノミネート |
| サテライト賞                                                | 編集賞                                                                    | ジェイミー・セルカーク | ノミネート |
| サテライト賞                                                | ドラマ映画賞                                                              | ドラマ映画賞 | ノミネート |
| サテライト賞                                                | 作曲賞                                                                    | ハワード・ショア | ノミネート |
| サテライト賞                                                | 音響賞                                                                    | デヴィッド・ファーマー、イーサン・ヴァン・ダー・リン、マイケル・ホプキンス | ノミネート |
| サテライト賞                                                | 視覚効果賞                                                                | ジム・ライジール、ジョー・レッテリ、ランダル・ウィリアム・クック、アレックス・フンケ | ノミネート |
| サターン賞                                                  | Best Costume Design                                                       | ナイラ・ディクソン、リチャード・テイラー | ノミネート |
| サターン賞                                                  | 主演男優賞                                                                | イライジャ・ウッド | 受賞       |
| サターン賞                                                  | 主演男優賞                                                                | ヴィゴ・モーテンセン | ノミネート |
| サターン賞                                                  | 監督賞                                                                    | ピーター・ジャクソン | 受賞       |
| サターン賞                                                  | ファンタジー映画賞                                                        | ファンタジー映画賞 | 受賞       |
| サターン賞                                                  | メイクアップ賞                                                            | リチャード・テイラー、ピーター・キング | 受賞       |
| サターン賞                                                  | 音楽賞                                                                    | ハワード・ショア | 受賞       |
| サターン賞                                                  | 脚本賞                                                                    | フラン・ウォルシュ、フィリッパ・ボウエン、ピーター・ジャクソン | 受賞       |
| サターン賞                                                  | 助演男優賞                                                                | ショーン・アスティン | 受賞       |
| サターン賞                                                  | 助演男優賞                                                                | イアン・マッケラン | ノミネート |
| サターン賞                                                  | 助演男優賞                                                                | アンディ・サーキス | ノミネート |
| サターン賞                                                  | 助演女優賞                                                                | ミランダ・オットー | ノミネート |
| サターン賞                                                  | 視覚効果賞                                                                | ジム・ライジール、ジョー・レッテリ、ランダル・ウィリアム・クック、アレックス・フンケ | 受賞       |
| 全米映画俳優組合賞                                          | キャスト賞                                                                | ショーン・アスティン、ショーン・ビーン、ケイト・ブランシェット、オーランド・ブルーム、ビリー・ボイド、ブラッド・ドゥーリフ、バーナード・ヒル、イアン・ホルム、クリストファー・リー、イアン・マッケラン、ドミニク・モナハン、ヴィゴ・モーテンセン、ジョン・ノーブル、ミランダ・オットー、ジョン・リス＝デイヴィス、アンディ・サーキス、リヴ・タイラー、カール・アーバン、ヒューゴ・ウィーヴィング、デビッド・ウェナム、イライジャ・ウッド | 受賞       |
| サウスイースタン映画批評家協会賞                            | 監督賞                                                                    | ピーター・ジャクソン | 受賞       |
| サウスイースタン映画批評家協会賞                            | 作品賞                                                                    | 作品賞 | 受賞       |
| トロント映画批評家協会賞                                    | 監督賞                                                                    | ピーター・ジャクソン | 受賞       |
| USCスクリプター賞                                           | USCスクリプター賞                                                         | フラン・ウォルシュ、フィリッパ・ボウエン、ピーター・ジャクソン | ノミネート |
| Vancouver Film Critics                                      | 監督賞                                                                    | ピーター・ジャクソン | 受賞       |
| Vancouver Film Critics                                      | 作品賞                                                                    | 作品賞 | ノミネート |
| 視覚効果協会賞                                              | Best Single Visual Effect of the Year in Any Medium                       | ランダル・クック、ジョー・レッテリ、ジム・ライジール、ディーン・ライト | ノミネート |
| 視覚効果協会賞                                              | Outstanding Character Animation - Live Action Motion Picture              | グレッグ・バトラー、スティーヴン・ホーンビー、マティアス・メンツ、アンディ・サーキス | 受賞       |
| 視覚効果協会賞                                              | Outstanding Compositing - Motion Picture                                  | モリッツ・グラエスル、マーク・ルイス、カラ・ヴァンデラー | ノミネート |
| 視覚効果協会賞                                              | Outstanding Models and Miniatures - Motion Picture                        | エリック・セインドン、リチャード・テイラー、ポール・ヴァン・オマン | 受賞       |
| 視覚効果協会賞                                              | Outstanding Male or Female Actor - Effects Film                           | ショーン・アスティン | 受賞       |
| 視覚効果協会賞                                              | Outstanding Special Effects in Service to Visual Effects - Motion Picture | スコット・ハーレン、スヴェン・ヘイレン、チャック・シューマン | ノミネート |
| 視覚効果協会賞                                              | Outstanding Visual Effects - Visual Effects Driven Motion Picture         | ランダル・クック、ジョー・レッテリ、ジム・ライジール、ディーン・ライト | 受賞       |
| 視覚効果協会賞                                              | Outstanding Visual Effects Photography - Motion Picture                   | アレックス・フンケ、ロブ・カー、ヘンク・プリンス | ノミネート |
| ワシントンD.C.映画批評家協会賞                              | 監督賞                                                                    | ピーター・ジャクソン | 受賞       |
| ワシントンD.C.映画批評家協会賞                              | アンサンブル賞                                                            | アンサンブル賞 | ノミネート |
| ワシントンD.C.映画批評家協会賞                              | 作品賞                                                                    | 作品賞 | 受賞       |
| ワシントンD.C.映画批評家協会賞                              | 脚色賞                                                                    | フィリッパ・ボウエン、ピーター・ジャクソン、フラン・ウォルシュ | ノミネート |
| World Soundtrack Awards                                     | Best Original Song Written for a Film                                     | ハワード・ショア （作曲） アニー・レノックス （歌唱） フラン・ウォルシュ （作詞） | ノミネート |
| 全米脚本家組合賞                                            | 脚色賞                                                                    | フィリッパ・ボウエン、ピーター・ジャクソン、フラン・ウォルシュ | ノミネート |
| ヤング・アーティスト賞                                      | ファミリー映画賞（ドラマ部門）                                            | ファミリー映画賞（ドラマ部門） | 受賞       |